# یاگیووا
یاگیووا (به لاتین: Jagiełła) یک روستا در لهستان است که در گمینا ترنگچا واقع شده‌است. یاگیووا ۱٬۱۱۴ نفر جمعیت دارد.